# Savannah Sutherland
Savannah Sutherland (7 de agosto de 2003) es una deportista de Canadá que compite en atletismo. Ganó una medalla de bronce en el Campeonato Mundial de Atletismo Sub-20 de 2021, en la prueba de 400 m vallas.